# New York City (Emigrate)
New York City è il secondo singolo estratto dall'album Emigrate dell'omonimo gruppo alternative metal.

## Tracce
1. "New York City (Single Edit)" - 3:26
2. "Blood" - 3:34
3. "My World" - 4:17
4. "New York City" ("Eat your heart out" Remix by Alec Empire) - 3:49
5. "My World" ("Resident Evil: Extinction" Video) - 4:21

## Tracce (Vinile 7")
1. "New York City" ("Eat your heart out" Remix by Alec Empire) - 3:49
2. "My World" - 4:17

## Tracce (Versione Promo)
1. "New York City (Single Edit)" - 3:26
2. "New York City" ("Eat your heart out" Remix by Alec Empire) - 3:49